# مارامک (اکلاهما)
مارامک(به انگلیسی: Maramec) شهری در ایالت اکلاهما کشور ایالات متحده آمریکا است که جمعیت آن در سرشماری سال ۲۰۱۰ میلادی، ۹۱ نفر بوده‌است.